# Сусанна и старцы

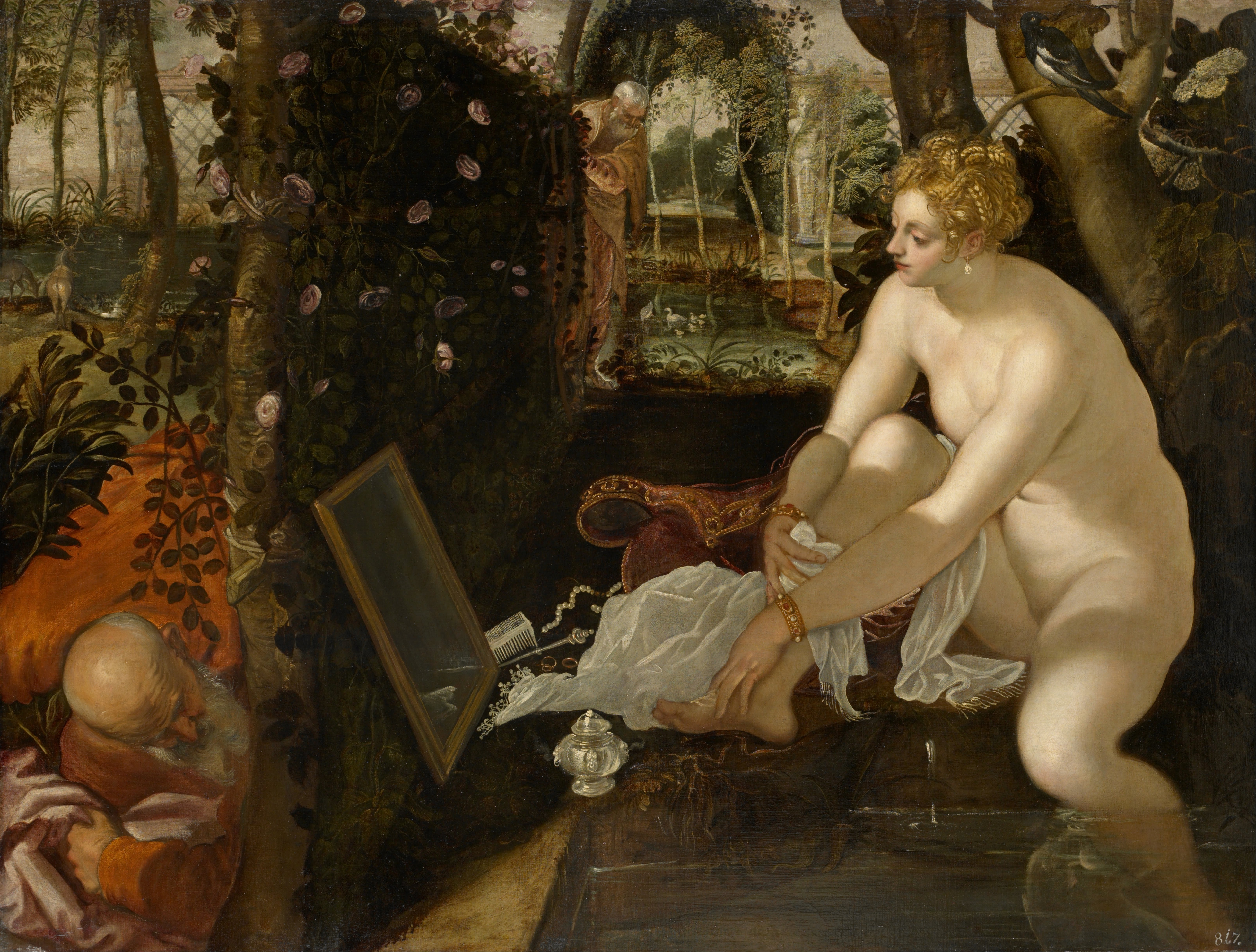
Якопо Тинторетто. Сусанна и старцы (Susanna e i vecchioni), 1557

Суса́нна (др.-евр. שושנה‬ [шоша́на] «белая лилия») — героиня эпизода «Книги Даниила» Септуагинты, греческого перевода Ветхого Завета (другие названия: «Сусанна и старцы», «Спасение Сусанны Даниилом», «Суд Даниила», «Сказание о Сусанне и Данииле», «Даниил избавляет Сусанну»), еврейка из Вавилона, за которой два старца подглядывали в саду во время её купания, а затем, угрожая обвинить её в прелюбодеянии с незнакомцем, попытались добиться от неё благосклонности. Сусанна отказалась удовлетворить их желание, была ими ложно обвинена и приговорена тем самым к смерти, но в последнюю минуту спасена благодаря находчивости и остроумию пророка Даниила, допросившего старцев раздельно; лжесвидетели были уличены во лжи и казнены, а добродетель восторжествовала.
История известна по 64 стихам из Книги пророка Даниила (13:1). Католики и православные считают их неотъемлемой частью этой книги, а православные — с оговоркой, что история Сусанны — «неканоническое добавление». Протестанты и иудеи не считают историю о Сусанне канонической, относят к апокрифам и не включают в Ветхий Завет и Танах соответственно.
В Православной церкви Сусанна почитается в лике святых как праведная Сусанна Вавилонская, память в Неделю святых праотец и Неделю святых отец.

## История

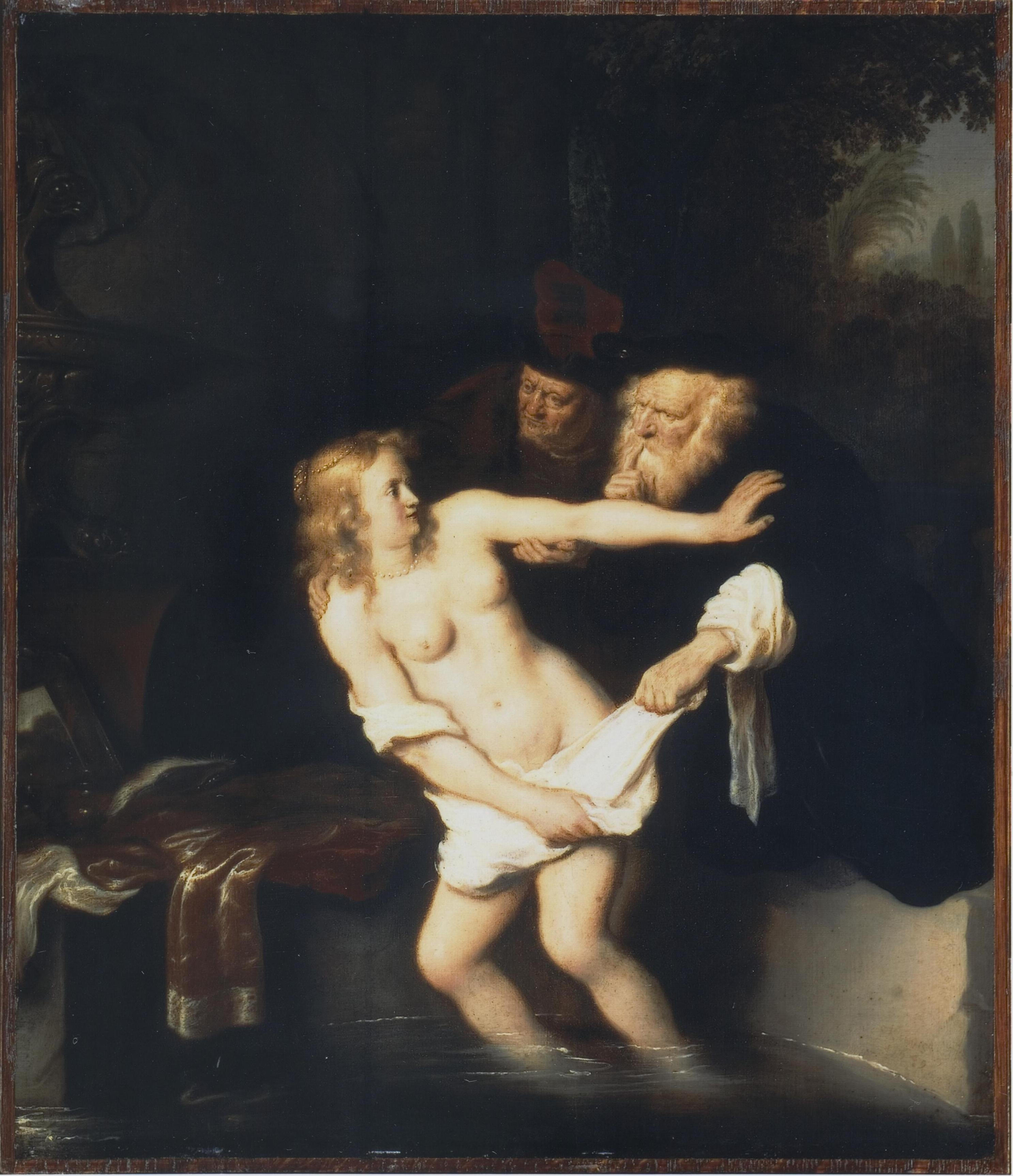
Саломон Конинк. «Сусанна и старцы»: старцы пристают к женщине

Сусанна была дочерью Хелкия и женой Иоакима. Ипполит Римский предполагает, что это был Иоаким, сын Иоакима, иудейского царя, которого, с чем согласен Юлий Африкан, Навуходоносор взял себе в помощь (2Пар. 36:5).
Сказание рассказывает о том, как в период вавилонского пленения (с 598 по 539 до н. э.) одна прекрасная еврейка была ложно обвинена двумя высокопоставленными развратными старцами, подсматривавшими за ней. Предположительно, двое этих старцев были еврейскими старейшинами (судьями бет-дина).
Однажды она купалась в своём саду, отослав прочь своих служанок. В это время за ней принялись подглядывать два старца, уже некоторое время имевшие подобную привычку: «Оба они были уязвлены похотью к ней, но не открывали друг другу боли своей, потому что стыдились объявить о вожделении своем, что хотели совокупиться с нею. И они прилежно сторожили каждый день, чтобы видеть её».
Когда, вымывшись, женщина собралась идти домой, они остановили её и принялись домогаться, утверждая, что если та не согласится на их домогательства, они обвинят её в прелюбодеянии и скажут, что в саду у неё было свидание с молодым любовником.
Она пренебрегает их шантажом: «Тогда застонала Сусанна и сказала: тесно мне отовсюду; ибо, если я сделаю это, смерть мне, а если не сделаю, то не избегну от рук ваших. Лучше для меня не сделать этого и впасть в руки ваши, нежели согрешить пред Господом». Она начинает кричать, прибегают люди и сбитые с толку старцы осуществляют свою угрозу. Сусанну арестовывают, и ей грозит смерть за прелюбодеяние, причём женщина клянётся, что ни в чём не виновата. В это время в процесс вмешивается юноша по имени Даниил (будущий пророк), которому Бог открыл, что она говорит правду: «возбудил Бог святой дух молодого юноши, по имени Даниила». Он изолирует обоих свидетелей друг от друга и допрашивает их по отдельности. Поскольку ни один из них не знает, что именно сказал другой, они ошибаются в деталях — дают различные показания по поводу дерева, под которым Сусанна якобы встретилась со своим любовником.
Старцев осуждают на смерть как лжесвидетелей, «по закону Моисея» (ср. Втор. 19:18—21): «…и поступили с ними так, как они злоумыслили против ближнего, по закону Моисееву, и умертвили их; и спасена была в тот день кровь невинная». Это событие — не только спасение Сусанны, но и первое явление Даниила в качестве пророка-судьи перед народом: «И Даниил стал велик перед народом с того дня и потом».

## Богословское толкование

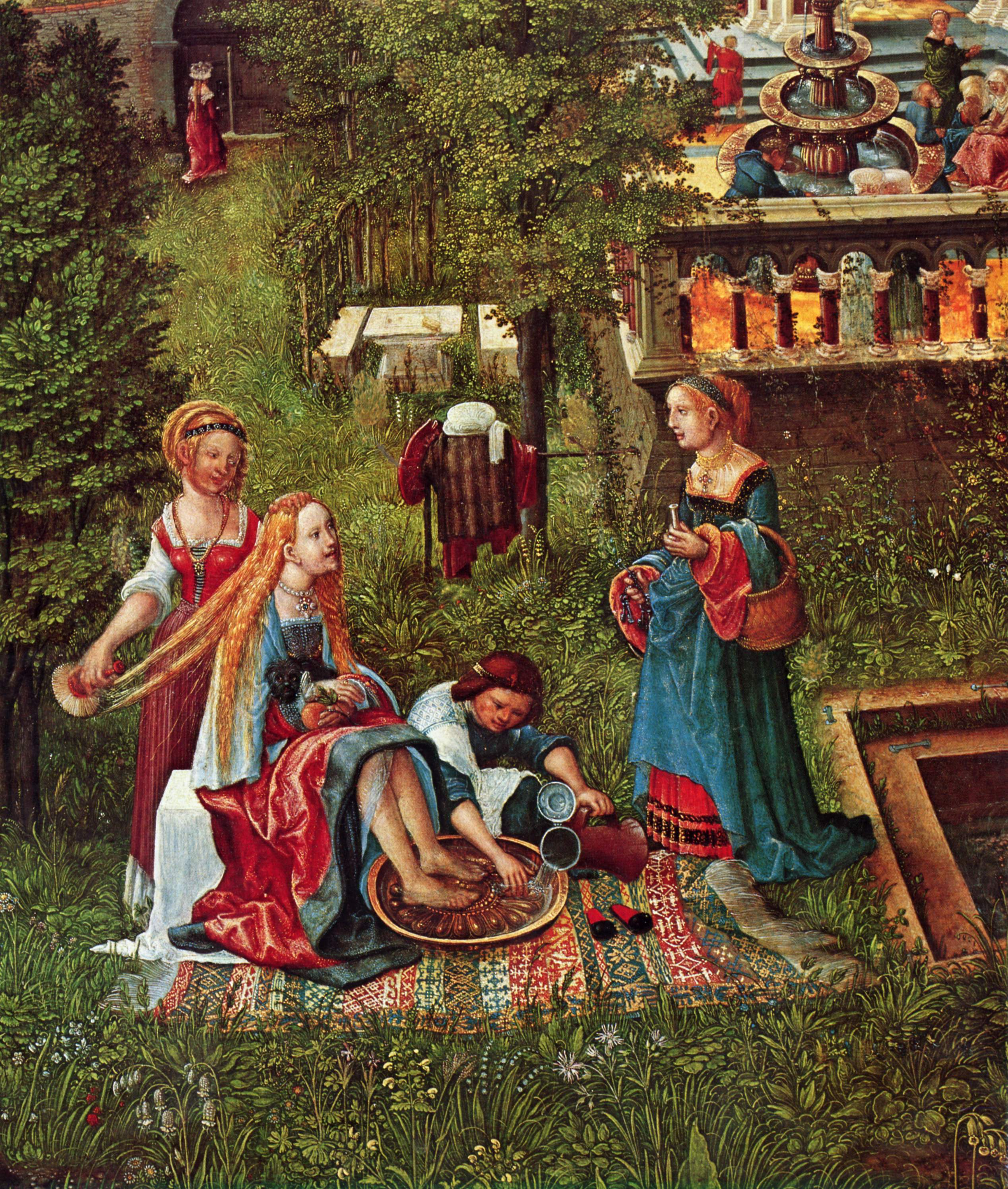
Альбрехт Альтдорфер. «Купание Сусанны»

Августин Блаженный рассматривает историю Сусанны в сравнении с историей Богородицы: «Кто избавил целомудренную Сусанну, верную жену, от ложного свидетельства старейшин, Он же очистил и Деву Марию от ложного подозрения обручника Своего».
Иоанн Златоуст посвятил Сусанне отдельную беседу, раскрывая на её примере значение подвига целомудрия. Искушение Сусанны старцами он сравнивает с искушением дьяволом Евы:

…обратите внимание на то, где совершилось нападение: в саду, где и змей обольстил Еву. Итак, когда всё было готово для борьбы, отверзлись небеса, прозвучала труба, открылась арена; распорядитель борьбы свыше следил за состязанием и лики ангелов приникнув наблюдали; змей действовал в беззаконниках, а вера в целомудренной жене. Та и другая сторона очень заботилась о победе: старцы о том, чтобы не потерпеть поражения от женщины, а Сусанна — чтобы не погубить своё целомудрие; тем демоны приготовляли награду за победу, а Сусанне ангелы готовили награду за целомудрие…

Особое значение Златоуст придаёт молитве Сусанны: когда её вели на казнь, она не потеряла надежды, а обратилась к Богу, и ответом на её молитву стало действие Святого Духа на Даниила. Этим святитель хочет сказать, чтобы «каждый из вас, когда впадает в искушения, хотя бы и близок уже был к смерти, не отчаивался в помощи Божией, но ожидал её до конца». В заключении Златоуст пишет, что Сусанна «прославлена пред людьми, возвеличена пред ангелами, увенчана Богом» и призывает: «ей подражайте, жены».
Библейская критика отрицает историчность событий этой истории, «однако если некоторые исследователи видят в ней просто одну из легенд о Данииле, то другие полагают, что она была написана в эпоху реформы законодательства, чтобы продемонстрировать настоятельную необходимость изоляции различных свидетелей при их допросах».
Профессор П. А. Юнгеров пишет:
не сосредоточивая всего внимания на историчности отдела, православный богослов должен остановиться, как и христианская древность останавливалась, на его учительном характере. Таковы следующие главные мысли его: строгое целомудрие Сусанны, непоколебимая её вера в правду Бога, ведающего сокровенное, и решимость даже умереть ради соблюдения своей невинности (Дан.13:42-43); мудрость Даниила и промышление Божие о богобоязненных людях, охраняющее их (не позволяя искуситься паче сил: 1Кор.10:13) и наказывающее злодеев. Эти глубокие мысли, проникающие и освещающие все повествование о Сусанне, останутся навсегда влиятельными для читателей этой истории. На них обращали внимание отцы Церкви в частых цитатах или кратких изъяснениях этого отдела: Игнатий Богоносец (Посл. к Магнез.), Ириней Лионский (Adv. Haeres. IV, 26. 3), Ипполит Римский (Com. in Daniel.), Климент Александрийский (Stromata. X), Ориген (Epist. ad Afric. Com. in Ioh. XX, 5), Афанасий Великий (Com. Arian. 1, 13), Григорий Богослов (Сл. 36, 3), Кирилл Иерусалимский (Catech. 16, 31), Иероним (Толк. на Дан.), Иоанн Златоуст (Толк. на Дан.), Августин (Serm. 343, 359), Исидор Пелусиот (Твор. 2 ч., 432 стр.) и др.
Кроме того, по указанию Юнгерова, исследователи отмечают моральную цель этого повествования для современников. Нравственная распущенность израильских иудеев, которую так грозно порицали Иеремия и Иезекииль, имела место и среди вавилонских евреев, не исключая и пожилых. Её явно порицает, стыдит и наказывает автор, желая предохранить от неё соотечественников. В лице богобоязненной целомудренной Сусанны он дает ободряющий пример еврейкам не бояться не только угроз, но и насилия со стороны мужчин, склонявших к преступной связи, и в уповании на Господа хранить свято супружескую верность.
Современный учёный Джеймс Холл обращает внимание, что вымышленную героиню зовут именно Сусанной: в переводе с иврита это значит «лилия», а данный цветок является символом чистоты и непорочности, что подчёркивает характер образа героини.

## Анализ

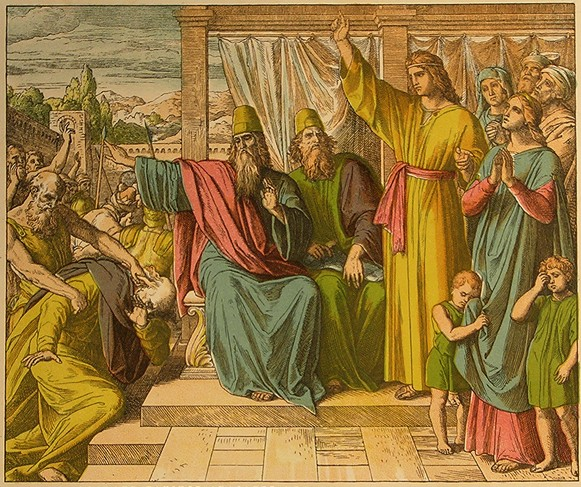
«Сусанна и пророк Даниил»

### Противоречия
Раннехристианский историк Юлий Африкан считал историю позднейшей вставкой. В своём послании к Оригену он пишет: «Даниил, исполненный пророческого вдохновения, говорит, что суд над ней неправеден. Но в остальных историях из книги Даниила герой никогда не пророчествовал под вдохновением от Бога — ему обычно снились сны, являлись ангелы или видения, но пророческое вдохновение Даниил не переживал никогда». Он же спрашивает: «Как же пленные и порабощенные иудеи (..) могли обзавестись самоуправлением, изрекать смертные приговоры, да ещё и над женой своего же царя (а скорее всего это был тот самый Иоаким, которого вавилонский царь взял себе в помощь). Если же этот Иоаким был простым человеком из народа, то откуда у него, раба, был собственный дом и сад?». Он же пишет: «еще я заметил, что никто из пророков не приводит цитат из других пророков — им не нужно было ссылаться на авторитеты, потому что они сами были богодухновенными авторитетами. Но Даниил, защищая Сусанну, ссылается на чьи-то слова: „Невинного и правого не умерщвляй“. Из всего этого я вывожу, что истории эти являются позднейшими вставками, добавленными к книге. Кстати, литературный стиль, которым написана история Сусанны, очень уж отличается от остальной книги Даниила».
Митрополит Арсений, в подтверждение неисторичности повествования, ссылается на слишком «поспешный суд» — как старцев над Сусанною, так и над самими старцами, — «несогласный с образом восточного суда», и на то, что иудеи «не имели права жизни и смерти».
Атеистами ставится вопрос, каким образом евреи, находящиеся в пленении, обладали властью и вообще осмелились закидать камнями этих старцев, поскольку, по одному из толкований Библии, они принадлежали к вавилонскому чиновничеству: «беззаконие вышло из Вавилона от старейшин-судей, которые казались управляющими народом». Дополнительно ставится под вопрос вера Даниила в невиновность женщины, открытая ему Богом: «Скажут, быть может, что раньше, чем обвинить первого старца в лжесвидетельстве, Даниил должен был бы подождать второго, противоречивого ответа, ибо только противоречия в показаниях могли выявить клевету обвинителей. (…) Но он конечно, устроен не как все люди».

### Происхождение текста

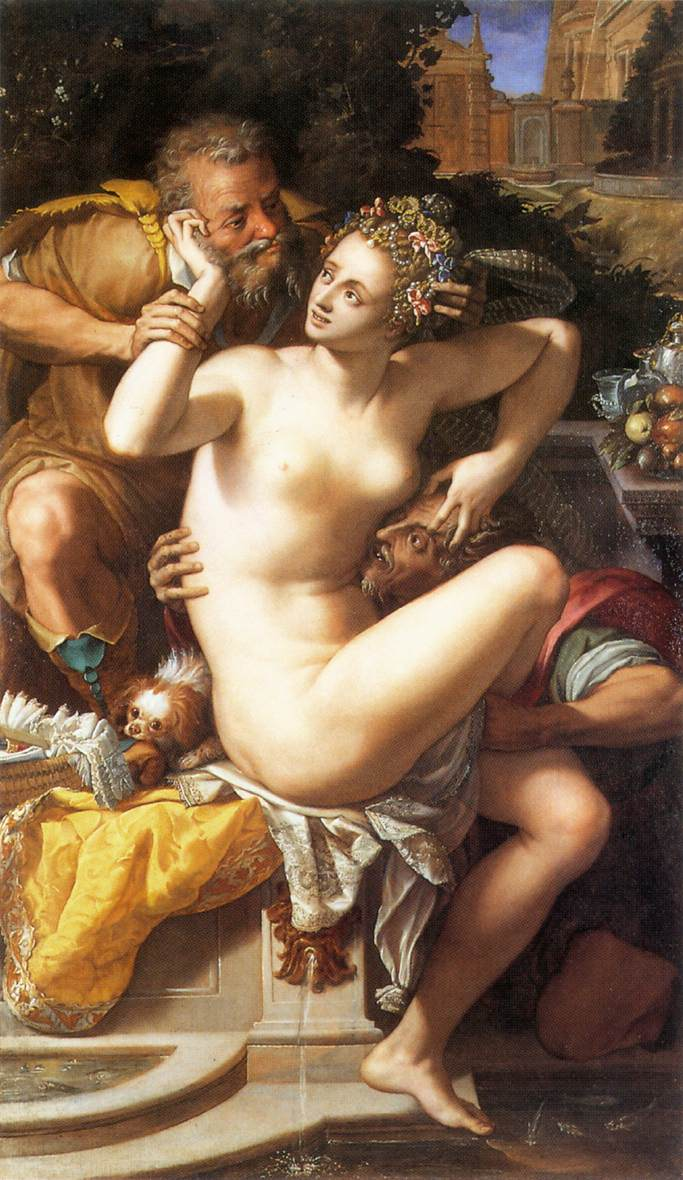
Алессандро Аллори. «Сусанна и старцы»: старцы пристают к женщине

Ранние христианские авторы считали историю Сусанны канонической. Секст Юлий Африкан был в этом вопросе исключением, высказывая своё мнение в послании Оригену: «вся эта история, несмотря на блестящий слог, которым она написана, является ничем иным, как более поздней вставкой, фантазией на тему приключений Даниила». Ориген в своём «Epistola ad Africanum», в свою очередь, возражает, что по его мнению этот текст по каким-то причинам был скрыт евреями.
Оригинал текста на иврите отсутствует, также нет и ранних еврейских свидетельств об этой истории. Поздние версии на иврите (иногда обработки) появились в Средние века и получили популярность среди евреев. История Сусанны, как и несколько других фрагментов Книги Даниила — Молитва Азарии, Песнь трёх юношей, рассказ о Беле и драконе, — считается поздним апокрифическим включением. Согласно Еврейской электронной энциклопедии, библейские стихи о Сусанне были созданы во II—I вв. до н. э., в то время как остальная часть Книги Даниила написана веком раньше, в III—II вв. до н. э.
На греческом языке текст сохранился в двух версиях. Вариант Септуагинты появляется только в Codex Chisianus (LXX). Вариант Феодотиона был включён в римско-католическую Библию. Сначала он был поставлен в начало Книги Даниила, но Блаженный Иероним, создавая свой перевод — Вульгату, отнёс её к неканоническим историям. В своём введении тот указывает, что история Сусанны является апокрифическим добавлением, и поэтому он помещает её в конец Книги Даниила с указанием, что в еврейской Библии подобного текста нет, хотя по хронологии жизни пророка этот эпизод является ранним.
Юнгеров подробно разбирает историю текста. Рассказ на греческом языке сохранился в переводе LXX и Феодотиона. Ориген говорил, что существовало это повествование и в переводе Симмаха. В сирском гекзаплярном переводе встречают указания на то же. Однако цитат из Симмаха очень мало, и потому нельзя составить определённого мнения о его тексте. Между текстом LXX и Феодотиона существует значительная разность и в величине (текст Феодотиона обширнее) и в содержании (особенно стихи 13:12—18, 22—27, 63, 64), так что невозможно объяснить эту разницу простым желанием Феодотиона «улучшить и исправить» текст LXX.
В связи с решением вопроса об оригинальном тексте повествования решается и вопрос о происхождении этих различий. По мнению защитников еврейско-арамейского оригинала, у Феодотиона был иной еврейско-арамейский список, по коему он «поправлял и дополнял» текст LXX, а по мнению защитников греческого оригинала, Феодотион пользовался «устным преданием» и по нему делал свои уклонения. Второе объяснение, по мнению Юнгерова, мало правдоподобно; естественнее предполагать, что были греческие списки с существенными уклонениями взаимными, коими и воспользовался Феодотион, а как и отчего произошли эти уклонения в греческих списках, — неизвестно. Замечательно, что очень разнообразный текст повествования о Сусанне сохранился и в сирском переводе.
Исследователи насчитывают четыре редакции этого перевода:
1. редакция Амвросианского кодекса сирогекзаплярного перевода, сделана с LXX;
2. первая редакция изданная в полиглотте Вальтона, составленная с Феодотиона;
3. вторая редакция, помещённая также у Вальтона, но очень отличная от всех других редакций, и греческих и сирских, повествования о Сусанне
4. и наконец отрывки перевода, изданные Де-Лагардом (Apocrypha Syriace).

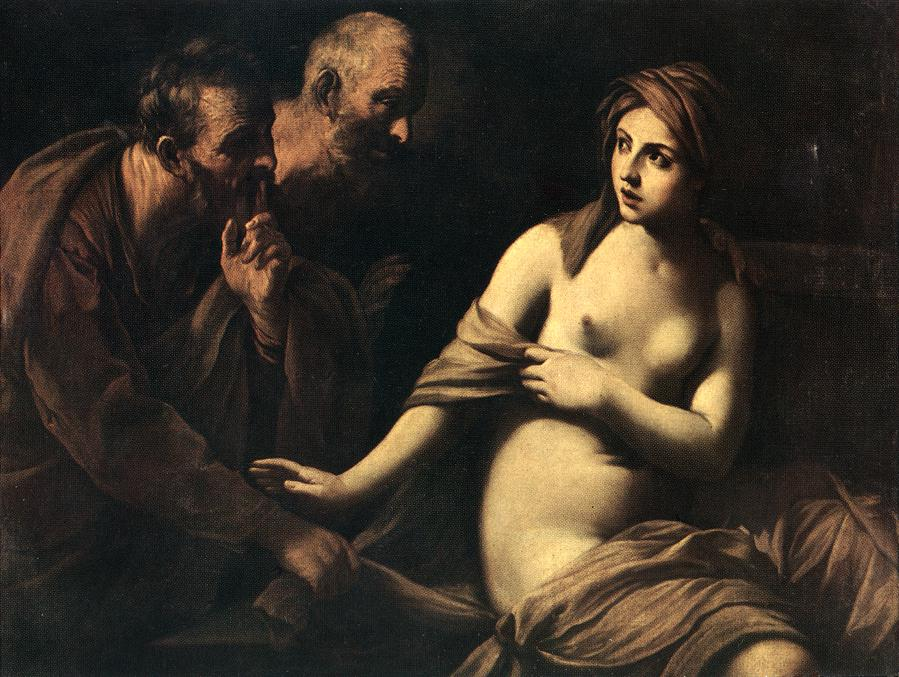
Гвидо Рени. «Сусанна и старцы»

Очевидно, повествование о Сусанне очень распространено было в древнеиудейском и христианском обществе и свободно разнообразилось, дополнялось и сокращалось переписчиками и корректорами. Латинский перевод древнеиталийского вида, цитируемый Тертуллианом и Викторином, сохранился в незначительных отрывках и близок к переводу Феодотиона; перевод Иеронима составлен с Феодотиона.
История также есть в древнеиталийском, коптском, арабском, сирийском, армянском и прочих переводах. В кодексе Хизианском, содержащем перевод LXX, и в переводе Феодотиона, равно как и в Вульгате, он помещается в конце Книги пророка Даниила, образуя 13 гл. В Ватиканском же кодексе и Александрийском, а также древнеиталийском переводе, коптском, арабском, армянском — перед первой главой.
Древний (по Симеоновскому списку) и современный славянский и русский переводы составлены с Феодотиона и близки к Александрийскому кодексу и Исихиевской рецензии. Подобно предыдущему отделу (13:24-90), и этот в Книге Даниила занимает различное место. В списках Феодотиона по Александрийскому кодексу он помещается перед первой главой Книги Даниила, так же и в Московском издании перевода LXX, в списке перевода LXX, в Ватиканском кодексе, Вульгате и славянском и русском переводах помещается в 13 главе Книги Даниила.

### Вопрос оригинального языка
Греческий текст содержит игру слов. Первый старец говорит, что история развернулась под мастиковым деревом (υπο σχινον, от «схинос»), и Даниил отвечает, что ангел уже готов рассечь (σχισει, от «схистенай») его пополам. Второй говорит, что это происходило под вечнозелёным дубом (υπο πρινον, от «принос»), и Даниил также отвечает, что ангел «рассечет его пополам, чтобы истребить», но уже другим словом (πρισαι, от «присейн»). В русском Синодальном переводе приведённой игры слов не передано.
Наличие греческих каламбуров в тексте некоторыми рассматривается как свидетельство того, что текст был сразу написан на греческом и не существовал на иврите. Другие исследователи считают, что это не так, и предлагают варианты каламбура, которые могли быть использованы в оригинале. Также существуют мнения (начиная уже с Оригена), что эти каламбуры могли быть добавлены греческим переводчиком и никак не влияют на решение вопроса о подлинности (или неподлинности) этой истории. Вопрос о семитском (возможно, арамейском) оригинале для греческих переводов Септуагинты и Феодотиона (который используется в русских переводах) остаётся в науке дискуссионным.

## В искусстве

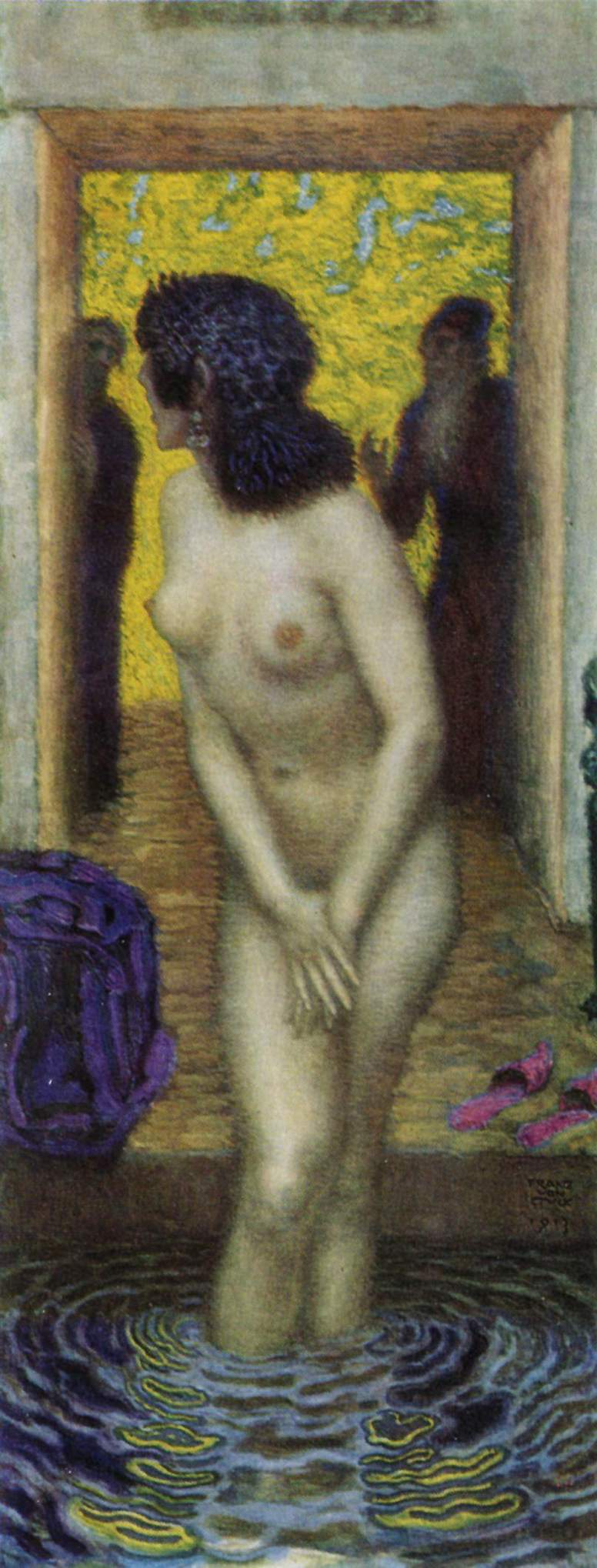
Франц фон Штук, «Сусанна и старцы», 1913. Пример трактовки темы в стиле модерн

### В изобразительном искусстве
Сусанну можно найти в раннем христианском искусстве римских катакомб, возможно, в качестве примера для гонимых в ту эпоху христиан — избавления праведников от дьявола, которое непременно в конце концов наступит. «Изображения на мотивы апокрифа появляются в римских и галльских катакомбах и на саркофагах (II—IV вв.), на хрустальном блюде IX в. (Франкское государство)».
Средневековье превращает её в символ Церкви, которой угрожали иудеи и язычники. Средневековые художники нередко изображали уже Даниила, вершащего правосудие. В качестве аллегории Справедливости эта тема часто изображается в паре с судом Соломона и Даниила. Двух старцев изображают побиваемыми камнями.
Большинство изображений Сусанны в живописи появляются в период Возрождения, во многом благодаря возможностям, которые предоставляла эта тема для художественного воплощения обнажённой женской натуры.
В православии указание по поводу того, как надо изображать сюжет «Даниил избавляет Сусанну», даёт ерминия Дионисия: «Пред юным Даниилом стоит Сусанна. Руки её связаны сзади. Два старика, в широкой одежде и в головном уборе из платка, указывают на неё Даниилу. Вблизи стоит муж её Иоаким и множество народа. А вдали этих же стариков народ побивает камнями».
Знаменитые картины:
- Сусанна (Рембрандт)
- Сусанна и старцы (картина Тинторетто)

### В музыке
Стихотворные парафразы истории о Сусанне были широко распространены в эпоху Возрождения. На такой парафраз был написан шансон Орландо Лассо («Однажды Сусанна»), одна из самых популярных во 2-й половине XVI века многоголосных песен. Интерес к этому сюжету сохранялся и в эпоху барокко, например в ораториях А. Страделлы (1681) и Г. Ф. Генделя (1745). Американский композитор Карлайл Флойд в опере «Сусанна» (1955) переносит ситуацию в американские южные штаты, старцев заменяет пастором местной протестантской общины, которому всё-таки удаётся соблазнить женщину.

### В литературе

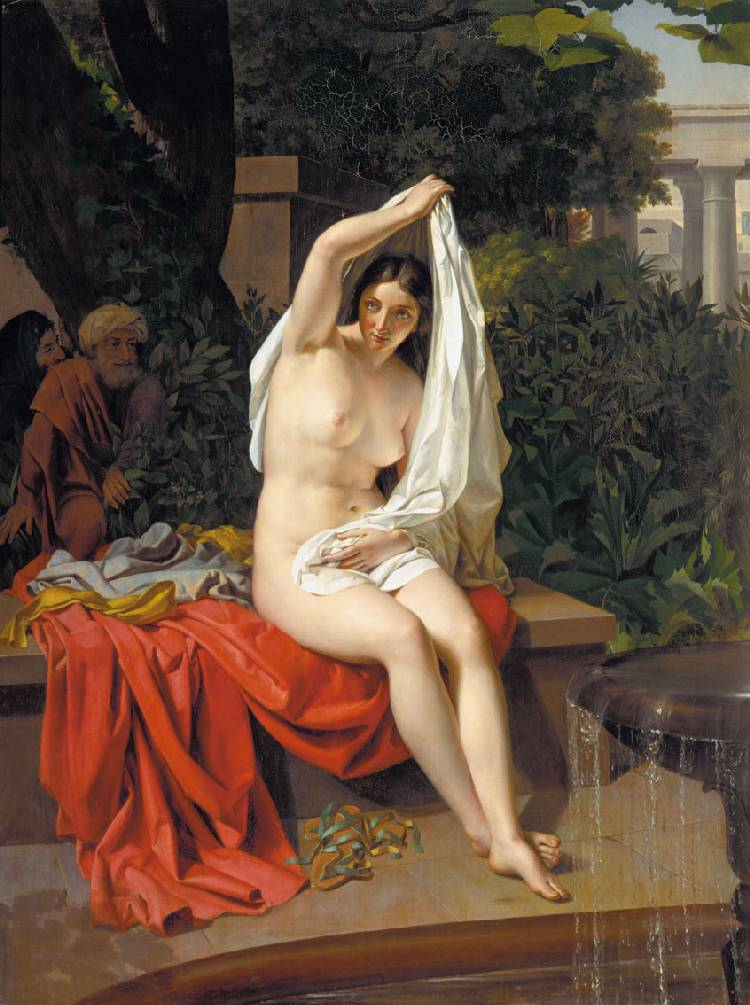
Сусанна, застигнутая старцами (Лапченко Г. И., 1831)

- Одна из сказок «1001 ночи» — рассказ Шахерезады «О женщине и лживых старцах»: «И когда её хотели побить камнями, последовал за людьми Данияль (а было ему двенадцать лет, и это первое его чудо — молитва и привет ему и нашему пророку!)… и потом он сел и разлучил стариков (а он первый, кто разлучил свидетелей) и спросил одного из них: „Что ты видел?“ И старик рассказал ему, что случилось, и Данияль спросил его: „В каком месте сада?“ И старик сказал: „В восточной стороне, под грушевым деревом“. А потом Данияль спросил второго, что он видел, и старик рассказал ему, что случилось, и Данияль спросил: „В каком месте сада?..“ И старик отвечал: „В западной стороне, под яблоней“. И при всем этом та женщина стояла, подняв голову и руки к небу, и взывала к Аллаху об избавлении. И Аллах великий низвел карающую молнию, и она сожгла обоих стариков. И Аллах великий сделал явной невиновность женщины, и это первое из случившихся чудес пророка Аллаха Данияля, мир с ним!»[25].
- Сикстус Брик, драма, 1532.
- Пьеса черногорца М. Ветрановича «Сусана чи́ста», XVI в.
- Поэма поляка Яна Кохановского «Зузанна»[pl], 1561 или 1562.
- Поэма М. Ю. Лермонтова «Сашка»; о героине Тирзе: «Она была затейливо мила, Как польская затейливая панна; Но вместе с этим гордый вид чела Казался ей приличен. Как Сусанна, Она б на суд неправедный пошла С лицом холодным и спокойным взором; Такая смесь не может быть укором. В том вы должны поверить мне в кредит, Тем боле, что отец её был жид, А мать (как помню) полька из-под Праги… И лжи тут нет, как в том, что мы ― варяги».
- Поэма Уоллеса Стивенса «Питер Клин[26] за клавиром» (англ. Peter Quince at the Clavier), 1915: «музыкальная» аллюзия на историю Сусанны.
- Стихотворение Осипа Мандельштама «Веницейская жизнь», 1920, кончающееся словами: «Человек родится, жемчуг умирает // И Сусанна старцев ждать должна».